# Голям пищял
Голям пищял (на латински: tibia, нарича се често тибия) е дълга тръбеста кост на долния (задния) крайник при човека и голяма част от гръбначните животни, движеща се успоредно с малкия пищял.

## Описание
Тибията е добре оформена тръбеста кост. Притежава проскимален (горен) и дистален (долен) край свързани помежду си с тяло. Проксималният край има два кондила – медиален (condylus medialis) и латерален (condylus lateralis), които носят почти плоски ставни повърхности. Латералният кондил притежава и допълнителна ставна повърхност, която го свързва с фибулата. При домашните животни тялото на костта е право или слабо извито и притежава три повърхности, f. medialis, caudalis и lateralis и три ръба: margo cranialis, medalis и lateralis. По външната част на дисталния край се образува медиален глезен (malleolus medialis), а по вътрешната му част латерален (malleolus lateralis). В каудалната част на глезена се вижда плоска бразда, sulcus malleolaris за сухожилията на m. flexor digit. medialis и m. tibialis caudalis (при месоядни). Подобна латерална изпъкналост (латерален глезен), malleolus lateralis се намира само при коня и представлява дистална епифиза на фибулата костно съединена с тибията (от 2 до 5 месеца след раждането).

## Видови особености
- При говедото – силно развита кост. Латералният кондил носи малък израстък, остатък от сливането с дисталния край на фибулата.
- При свиня – къса, груба и сравнително дебела кост.
- При кон – дълга, права и сравнително тънка кост.
- При овца - тънък и извит както при говедото[1].
- При куче и котка – дълга, сравнително тънка и силно извита в долната си половина кост.
- При птиците – права тръбовидна кост, най-дългата от всички кости на долните крайници[3]. Тибиотарзусът, tibiotarsus (пищяло-пета) е образуван от сливането на напълно развития голям пищял, tibia и костите на проксималната тарзална редица и се състои от тяло, проксимален и дистален край[4].